# União de Colonos e Pequenos Proprietários
A União dos Colonos e Pequenos Proprietários (em estoniano: Asunikkude ning väikemaapidajate Koondis, AVK) foi um partido político da Estônia.

## História
O partido foi criado em 1932 como uma fusão do partido governante Assembleias dos Agricultores e do Partido dos Colonos,  com os dois partidos detendo um total de 38 assentos no Riigikogu.  Nas eleições de 1932, o novo partido conquistou 42 assentos, o maior número de assentos já conquistados em eleições multipartidárias na Estônia. Continuou no governo, com Kaarel Eenpalu se tornando Chefe de Estado.
Em 1933, sofreu uma grande cisão quando a grande facção conservadora das Assembleias de Agricultores deixou a União para restabelecer o seu partido. 
Juntamente com todos os outros, o partido foi banido em 1935 após o autogolpe de Konstantin Päts. 